# Weißtafel

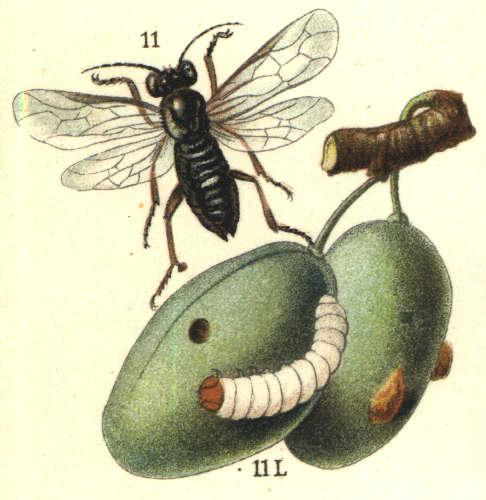
Die Pflaumensägewespe, ein Schädling, der mittels Weißtafeln angezeigt werden kann

Eine Weißtafel ist ein Hilfsmittel, das zur Erfassung des Auftretens von Schadinsekten verwendet wird. Weißtafeln kommen vor allem an weißblühenden Obstgehölzen wie Apfel-, Birnen- und Pflaumenbäumen zum Einsatz.

## Aufbau und Funktionsweise
Weißtafeln sind mit Klebstoff („Insektenleim“) bestrichene Tafeln aus weißem Karton oder Kunststoff. Die Tafeln sollten im sogenannten Ballonstadium, das heißt einige Tage, bevor sich die Blüten öffnen, an den Bäumen angebracht werden. Die Tafeln werden von Insekten wie der Apfelsägewespe (Hoplocampa testudinea), der Birnensägewespe (Hoplocampa brevis) oder der Pflaumensägewespe (Hoplocampa flava, Hoplocampa minuta) für große Blüten gehalten und angeflogen; die Tiere bleiben daraufhin durch den Kleber an den Tafeln haften. Nach dem Ende der Blütezeit werden die Weißtafeln wieder aus den Bäumen entfernt, um zu verhindern, dass andere, nützliche Insekten angelockt und gefangen werden.
Entsprechend der Anzahl der gefangenen Schädlinge an den Weißtafeln wird über weitere Bekämpfungsmaßnahmen, etwa den Einsatz von geeigneten Pflanzenschutzmitteln entschieden.

## Alternative Farbvarianten
Das Umweltbundesamt empfiehlt den Einsatz von grün gefärbten Tafeln anstelle der weißen Variante, um auf diese Weise dem unbeabsichtigten Fang von nützlichen Insekten vorzubeugen.
Nach einem ähnlichen Prinzip wie die Weißtafeln funktionieren die sogenannten Gelbtafeln. Diese simulieren durch ihre Färbung gelbe Früchte bzw. Blüten. Gelbtafeln kommen zum Beispiel bei der Analyse und Bekämpfung der Kirschfruchtfliege zum Einsatz.
Für das Monitoring weiterer Schadinsekten kommen neben den Weiß- und Gelbtafeln auch Varianten in blau und rot zum Einsatz.